# Rhacophorus napoensis
Rhacophorus napoensis — вид жаб з родини веслоногих (Rhacophoridae). Описаний у 2022 році.

## Назва
Видова назва napoensis вказує на типове місцезнаходження — округ Напо.

## Поширення
Спершу вважався ендеміком Китаю. Представники виду знайдено біля кількох великих каменів у кущах в окрузі Напо міського округу Байсе у складі Гуансі-Чжуанського автономного району на півдні країни. У 2024 році вид виявили також на півночі В'єтнаму.